# Profesor

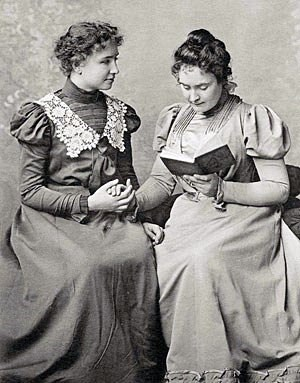
Anne Sullivan enseñando a Helen Keller, 1898.

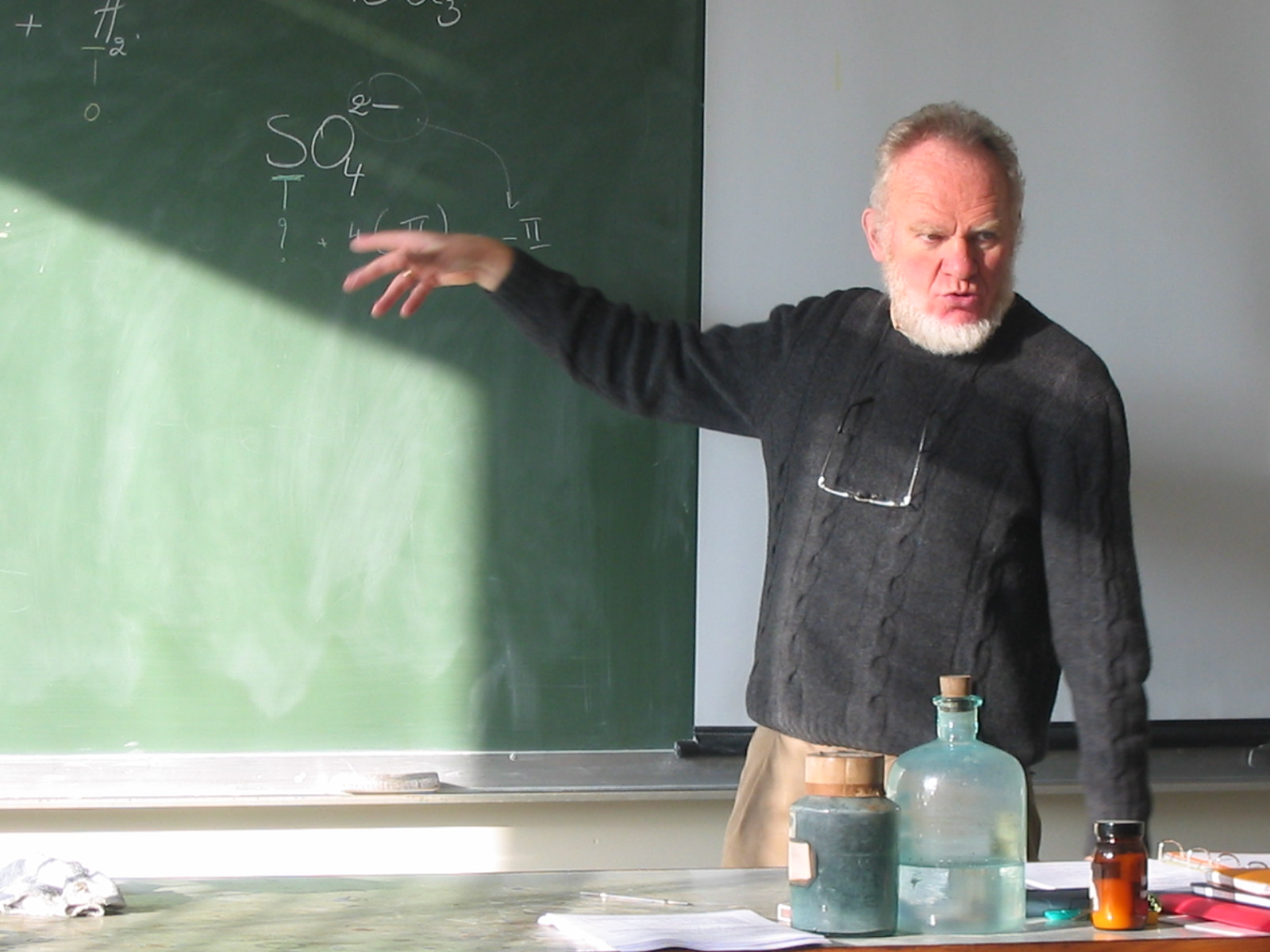
Profesor de química impartiendo una clase universitaria.

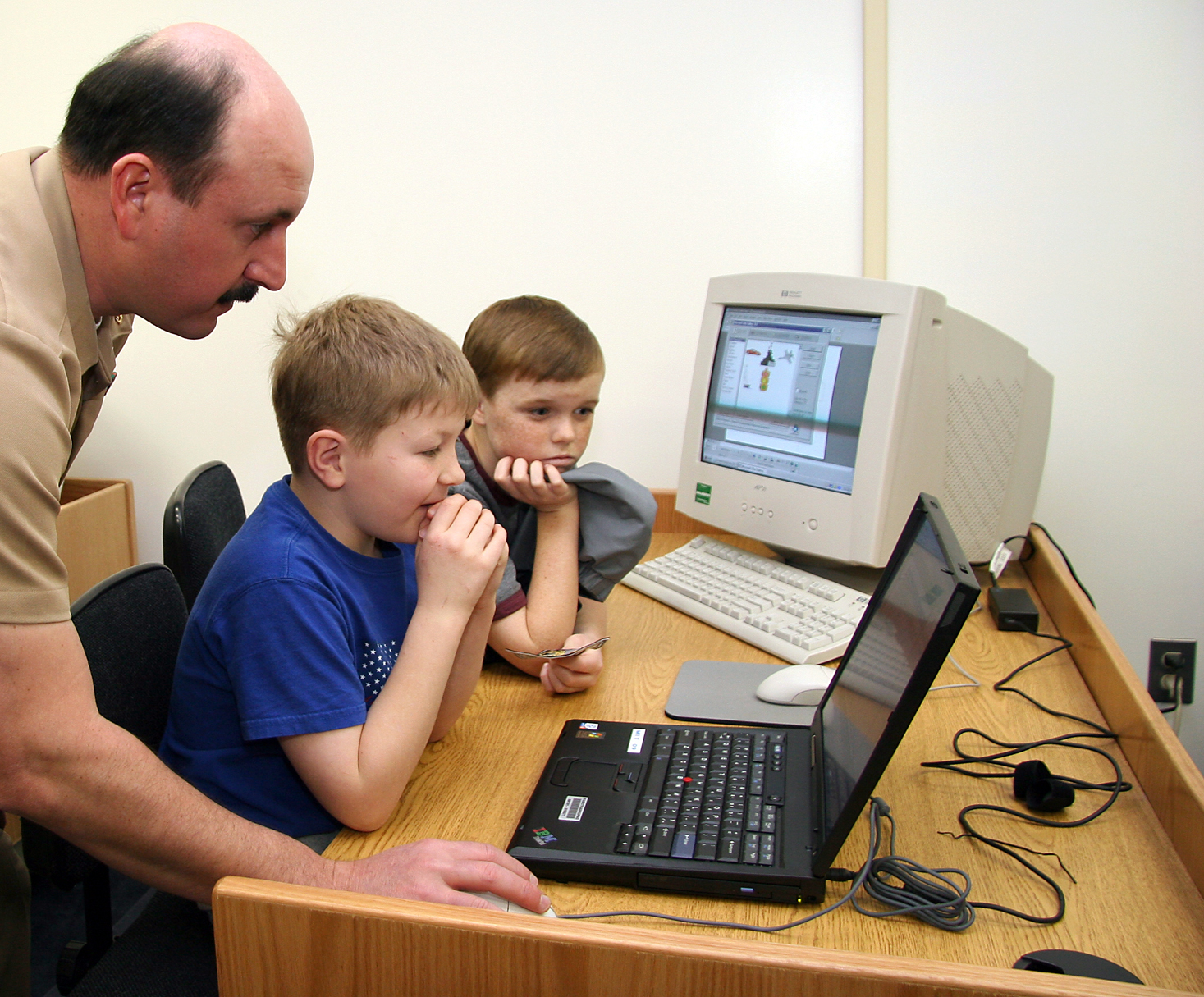
Un enseñante mostrando el uso de recursos digitales a alumnos estadounidenses de cuarto grado.

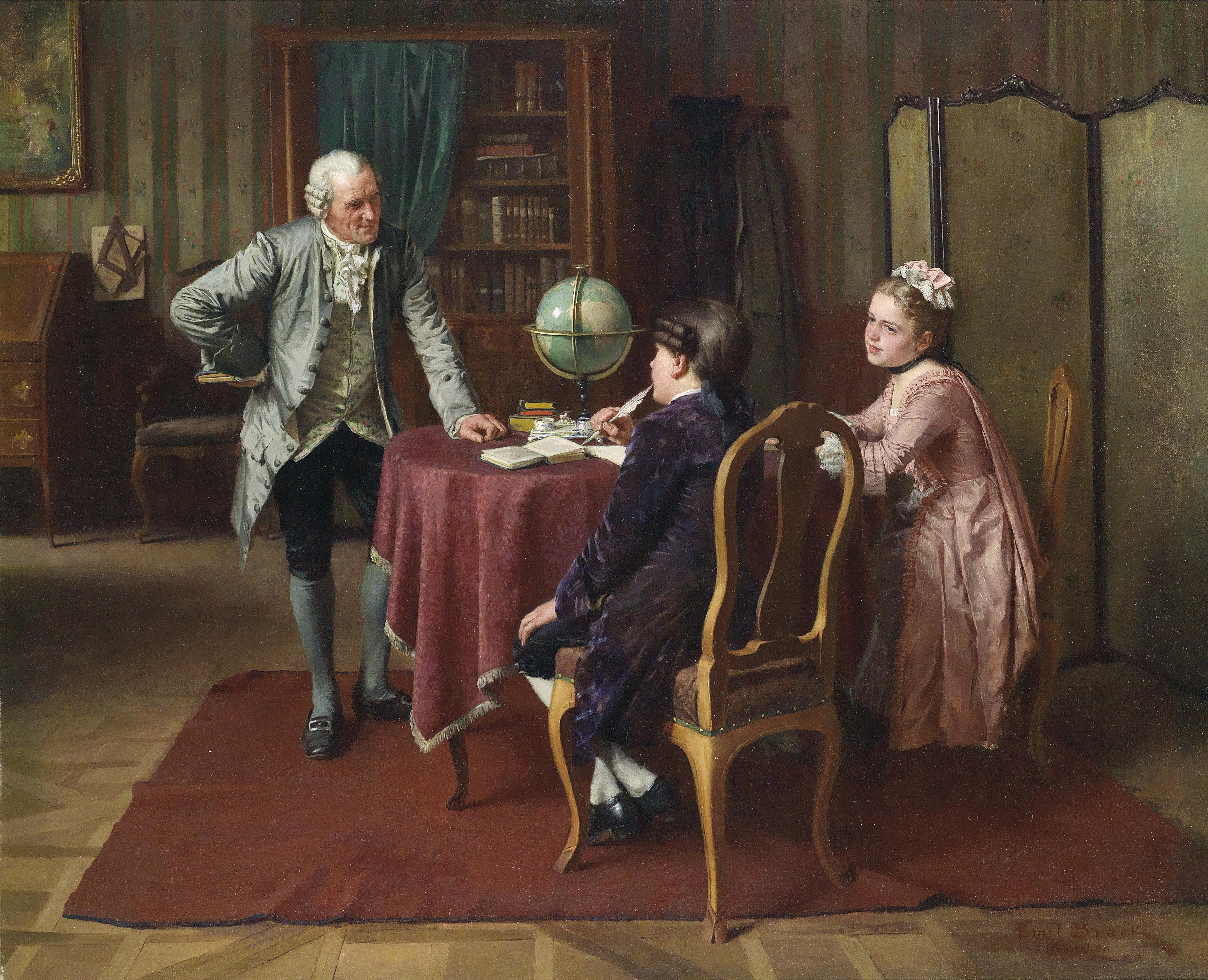
La clase de geografía, de Emil Brack, ca. 1905. Un preceptor impartiendo una clase particular a dos alumnos de una rica familia.

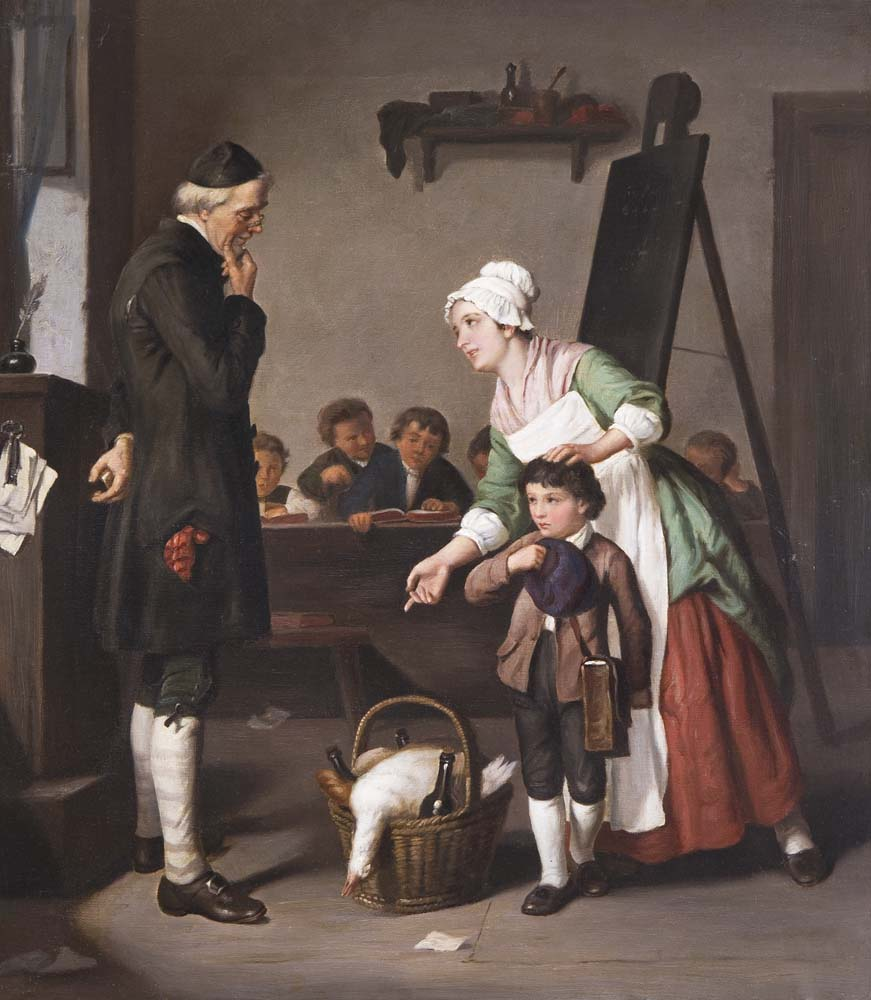
En la escuela del pueblo. Una madre campesina paga al maestro con sus productos.

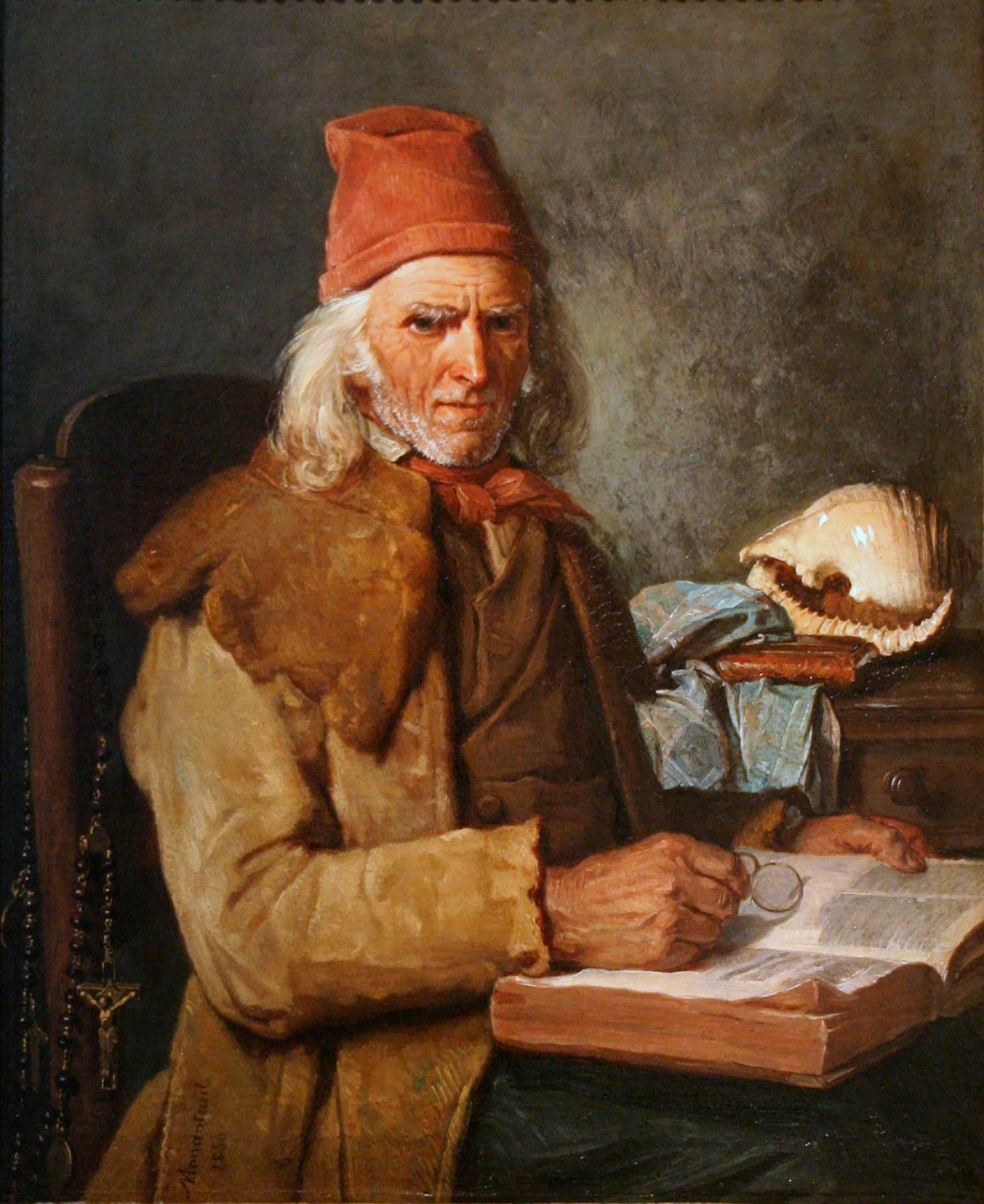
El viejo maestro de escuela, de Jean-Jacques Monanteuil, 1850. El personaje muestra inquietud intelectual por algunos elementos válidos para el aprendizaje, como los libros y las especies naturales. Un rosario colgado de la silla indica su dimensión religiosa. Sus toscas vestiduras y la barba descuidada no indican tanto pobreza como desinterés por el aspecto exterior. También es significativo que use gafas para leer.

Los términos profesor, docente y enseñante hacen referencia a quien se dedica profesionalmente a la enseñanza, ya sea con carácter general o especializado en una determinada área de conocimiento, asignatura, disciplina académica, ciencia o arte. Además de la transmisión de valores, técnicas y conocimientos generales o específicos de la materia que enseña, parte de la función pedagógica del profesor consiste en facilitar el aprendizaje para que el alumno (estudiante o discente) lo alcance de la mejor manera posible.
Bajo un modelo educativo basado en la teoría conductista, el alumno es un ente pasivo, mientras que en un modelo educativo basado en otras teorías como el cognitivismo y la teoría social, tanto el profesor como el alumno son agentes activos del proceso de enseñanza-aprendizaje. Paralelamente a las funciones docentes, los profesores suelen realizar funciones de investigación (especialmente en el ámbito universitario), de formación permanente (formación del profesorado) y tareas organizativas o directivas en los centros docentes. Una de esas funciones es la denominada función tutorial, que ejerce el profesorado en su función formativa y orientadora. En el caso de la enseñanza primaria y secundaria se centra en los alumnos y sus familias (cuando es realizada por profesores especializados en este ámbito se denomina  y en el caso de la enseñanza superior consiste en la dirección de las actividades de investigación a cargo de los estudiantes, como las tesis doctorales (en algunos casos se da la figura del mentor).

## Etimología
"Profesor" procede del latín professor (el que "profesa" como experto en algún arte o ciencia, el maestro de mayor rango), que a su vez procede del verbo latino profiteri ("declarar pública y voluntariamente", de forma similar al que "profesa" en una orden religiosa, proclamando sus votos y convirtiéndose en "profeso" —professus—).
"Docente" procede del latín docentem, participio presente de docere ("enseñar"); compartiendo origen con la palabra "doctor". La palabra Docente se refiere a un especialista en dos saberes, de ahí "Docente = Dos Conocimientos". Un conocimiento areal específico y un conocimiento pedagógico. De esta manera, un Docente es alguien preparado tanto en un área de conocimiento específico como así también en Pedagogía, de manera que sea capaz de promover el proceso de enseñanza y aprendizaje. Ejemplo: Docente en Informática. Este conoce tanto de Ciencias de la Computación como así también de Pedagogía de manera que le permite enseñar a otros.
"Enseñante" procede del verbo "enseñar", que a su vez procede del latín insignare ("señalar"). Las acepciones de "enseñar", según el DRAE son: "Instruir, doctrinar, amaestrar con reglas o preceptos. / Dar advertencia, ejemplo o escarmiento que sirva de experiencia y guía para obrar en lo sucesivo. / Indicar, dar señas de algo. / Mostrar o exponer algo, para que sea visto y apreciado. / Dejar aparecer, dejar ver algo involuntariamente.

Si dico quid sciens nescienti, quod ei quod ignoravit trado, hinc doceo declinatum vel quod cum docemus dicimus vel quod qui docentur inducuntur in id quod docentur. Ab eo quod scit ducere qui est dux aut ductor; hinc doctor qui ita inducit, ut doceat. Ab ducendo docere disciplina discere litteris commutatis paucis. Ab eodem principio documenta, quae exempla docendi causa dicuntur.
Si comunico a una persona algo que no sabe, del hecho de comunicarle lo que ignora proviene el verbo doceo (enseño); o quizá de que, cuando enseñamos (docemus), hablamos (dicimus); o tal vez de que quienes son enseñados (docentur) son a la vez introducidos (inducuntur) en lo que se les enseña. Por saber conducir (ducere) uno es dux (guía) o ductor (conductor); de aquí doctor (maestro), aquel que conduce (inducit) de tal manera que enseña (doceat). De ducere (conducir) derivan docere (enseñar), disciplina (instrucción) y discere (aprender), con la simple alteración de algunas letras. De igual principio derivan los documenta (testimonios) que se aducen (dicuntur) como ejemplos para enseñar (docendi).
Marco Terencio Varron, De lingua latina (116 a. C.)

## Diferencias terminológicas
En idioma español recibe el nombre de profesores, los enseñantes de todos los niveles de la enseñanza: la educación infantil, la educación primaria, la educación secundaria y la educación superior. Dependiendo de las distintas legislaciones educativas (que establecen distintas categorías y cuerpos docentes) y el uso local, reciben otras denominaciones, como la de maestro, o diferentes rangos administrativos y académicos (catedrático de universidad, catedrático de Bachillerato, catedrático de Enseñanza Secundaria, profesor titular, profesor agregado, profesor ayudante, profesor visitante, profesor asociado, profesor numerario, profesor no numerario -PNN-, profesor interino, profesor emérito). En los sistemas universitarios anglosajones y nor-europeos (Estados Unidos, Reino Unido, Alemania) se denomina "profesor" exclusivamente a los académicos con posiciones permanentes que enseñan e investigan a nivel universitario (generalmente con títulos de doctorado); utilizándose las expresiones inglesas Assistant Professor, Associate Professor, Full Professor, Research Professor, Professor, Chair, Regius Professor, Lecturer, Fellow Professor, las alemanas Professor, Juniorprofessor, Juniordozent, las francesas Maître de conférence, Professeur Titulaire, Professeur des universités, Professeur émérite, agrégé, y Professeur des écoles, . Para posiciones de enseñanza de menor rango, se usan maître assistant, equivalente a Teaching Assistant.

## Tareas o funciones principales
La tarea primordial de un profesor es enseñar.  
Actualmente, una de las tareas y funciones principales del docente radica en apoyar a los estudiantes a “aprender a aprender” de manera autónoma, promoviendo su desarrollo cognitivo y personal mediante estrategias aplicadas al aprovechamiento de los recursos y la información disponible. Por este motivo, el docente debe prepararse con una perspectiva multidisciplinaria, considerando aspectos propios de su disciplina, como también aspectos filosóficos, pedagógicos, didácticos, epistemológicos, tecnológicos, psicológicos, históricos y lingüísticos entre otros. 
El docente de este siglo debe estar comprometido con su entorno social formado por los valores, el análisis, la reflexión y la construcción de conocimientos y saberes. Rescatando su alto prestigio, el docente debe considerar un código de ética que le permita ser el responsable de construir en los individuos las concepciones de más alto valor social, sustentando valores como: la responsabilidad, la democracia, la justicia social, la tolerancia, la equidad, la solidaridad, la colaboración y la libertad.
El docente debe ser consciente de la responsabilidad y compromiso que tiene de forma individual y a nivel social, reconociendo su papel como eje de transformación de generaciones y sociedades, una vez comprendida la responsabilidad podrán verse de forma clara las funciones para lograr la construcción de individuos reflexivos, críticos, humanistas y responsables. 
Por lo anterior, a continuación se presentan algunas funciones del profesor o docente del siglo XXI. 
1. Una función ética y social, que le permita tener valores, actitudes y otras pautas de conducta que lo apoyen en la vinculación de construcción de un marco de referencia normativo para los estudiantes, tomando en cuenta las necesidades de autorrealización de cada uno de los individuos en formación y de sus demandas de bienestar.
2. Una función de gestor, que le permita gestionar el aprendizaje de sus  estudiantes, es decir, que los estudiantes pasen de una concepción  tradicional  de aprendizaje y por tanto memorística a otra más dinámica y significativa en la que ellos mismos desempeñen un papel activo y participativo.
3. Una función técnica, que le permita incorporar de forma adecuada  el uso y manejo  de las herramientas tecnológicas. 
4. Una función didáctica, que le permita un buen saber hacer pedagógico relacionado con el uso de las TIC, es decir, conocer a fondo las estrategias cognitivas que el tratamiento eficaz de la información requiere, ayudando a sus estudiantes a reflexionar acerca de cómo mejorar su propio trabajo no solamente con el conocimiento mismo, sino con las tecnologías disponibles en cada momento para adquirirlo y consolidarlo. 
5. Una función interdisciplinaria, que le permita trabajar en colaboración con otros profesionistas con nexos educativos. 
El docente no solamente podrá ser responsable desde el aula cumpliendo con los objetivos planteados de la asignatura, del programa y del mismo curriculum oculto, sino que también podrá crear un ambiente de confianza, respeto y tolerancia entre los estudiantes y él mismo, como con los mismos estudiantes que a su vez se trasladarán a la comunidad. 
Es menester, ver a la práctica docente como una gran oportunidad que nos permite generar cambios, innovando en los ambientes de enseñanza y aprendizaje, en la creación de materiales didácticos, y en las metodologías para el desempeño de una buena práctica.

## Facultades y cualidades requeridas
La enseñanza es una actividad muy compleja, en parte porque la enseñanza es una práctica social que se desarrolla en un contexto específico (tiempo, lugar, cultura, situación socio-político-económica, etc.) y, por tanto, está determinada por los valores de ese contexto específico. Entre los factores que influyen en lo que se espera (o se exige) de los profesores figuran la historia y la tradición, las opiniones sociales sobre el propósito de la educación, las teorías aceptadas sobre el aprendizaje, etc.

### Aptitudes
Las facultades requeridas por un profesor se ven afectadas por las diferentes formas en que se entiende esta función en todo el mundo. A grandes rasgos, parece haber cuatro modelos
- el profesor como gestor de la instrucción
- el profesor como persona atenta
- el profesor como experto en el aprendizaje; y
- el profesor como persona cultural y cívica.[20]

La Organización para la Cooperación y el Desarrollo Económicos (OCDE) ha afirmado que es necesario desarrollar una definición común de las aptitudes y los conocimientos que necesitan los profesores para orientar su formación y su desarrollo profesional. Por ejemplo, la Unión Europea ha identificado tres grandes áreas de competencias que requieren los profesores:
- Trabajar con otros
- Trabajar con el conocimiento, la tecnología y la información, y
- Trabajar en y con la sociedad.[22]

Los estudiosos coinciden en que lo que se exige a los profesores puede agruparse en tres categorías:
- conocimientos (como: la propia materia y conocimientos sobre cómo enseñarla, conocimientos curriculares, conocimientos sobre ciencias de la educación, psicología, evaluación, etc.)
- habilidades artesanales (como la planificación de clases, el uso de tecnologías didácticas, la gestión de alumnos y grupos, el seguimiento y la evaluación del aprendizaje, etc.) y
- disposiciones (como valores y actitudes esenciales, creencias y compromiso).[23]

### Cualidades

#### Entusiasmo

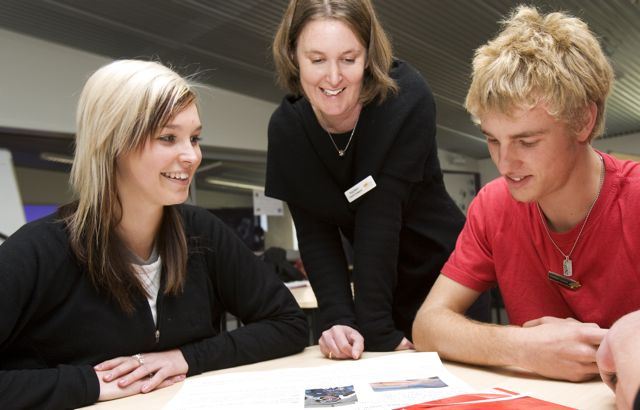
Un profesor interactúa con alumnos mayores en una escuela de Nueva Zelanda.

Se ha comprobado que los profesores que muestran entusiasmo hacia los materiales del curso y los alumnos pueden crear una experiencia de aprendizaje positiva.

#### Capacidad de interacción con los alumnos
Las investigaciones demuestran que la motivación de los alumnos y su actitud hacia la escuela están estrechamente ligadas a las relaciones entre alumnos y profesores. Los profesores entusiastas son especialmente buenos creando relaciones beneficiosas con sus alumnos. Su capacidad para crear entornos de aprendizaje eficaces que fomenten el rendimiento de los alumnos depende del tipo de relación que establezcan con ellos.

## Celebraciones
A sugerencia de la Unesco, el Día Mundial de los Docentes se celebra el 5 de octubre.
En América el 11 de septiembre se conmemora el Día Panamericano del Maestro, recordando el fallecimiento de Domingo Faustino Sarmiento, en el año 1888.

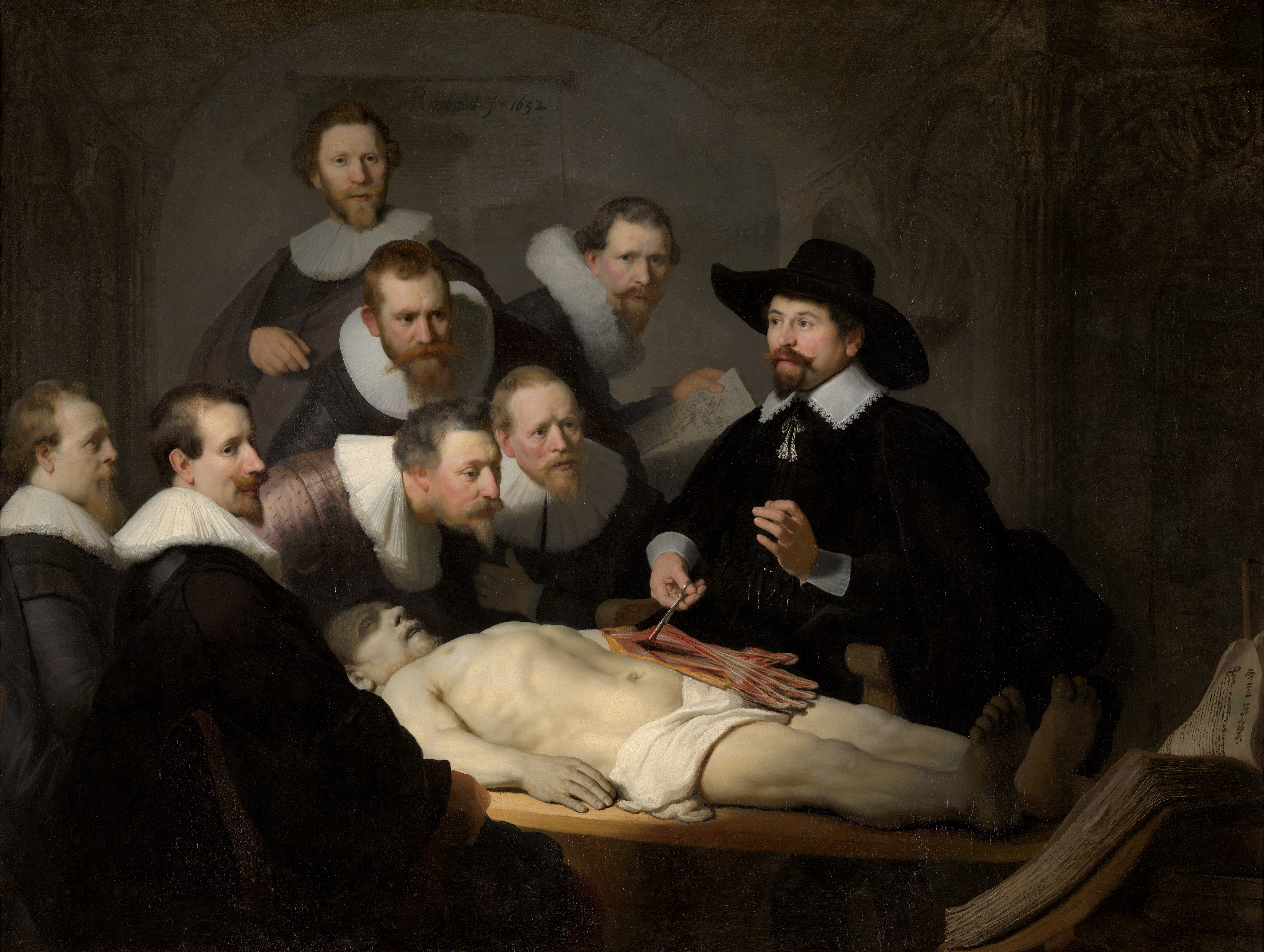
La lección de anatomía del doctor Tulp, de Rembrandt, 1632.

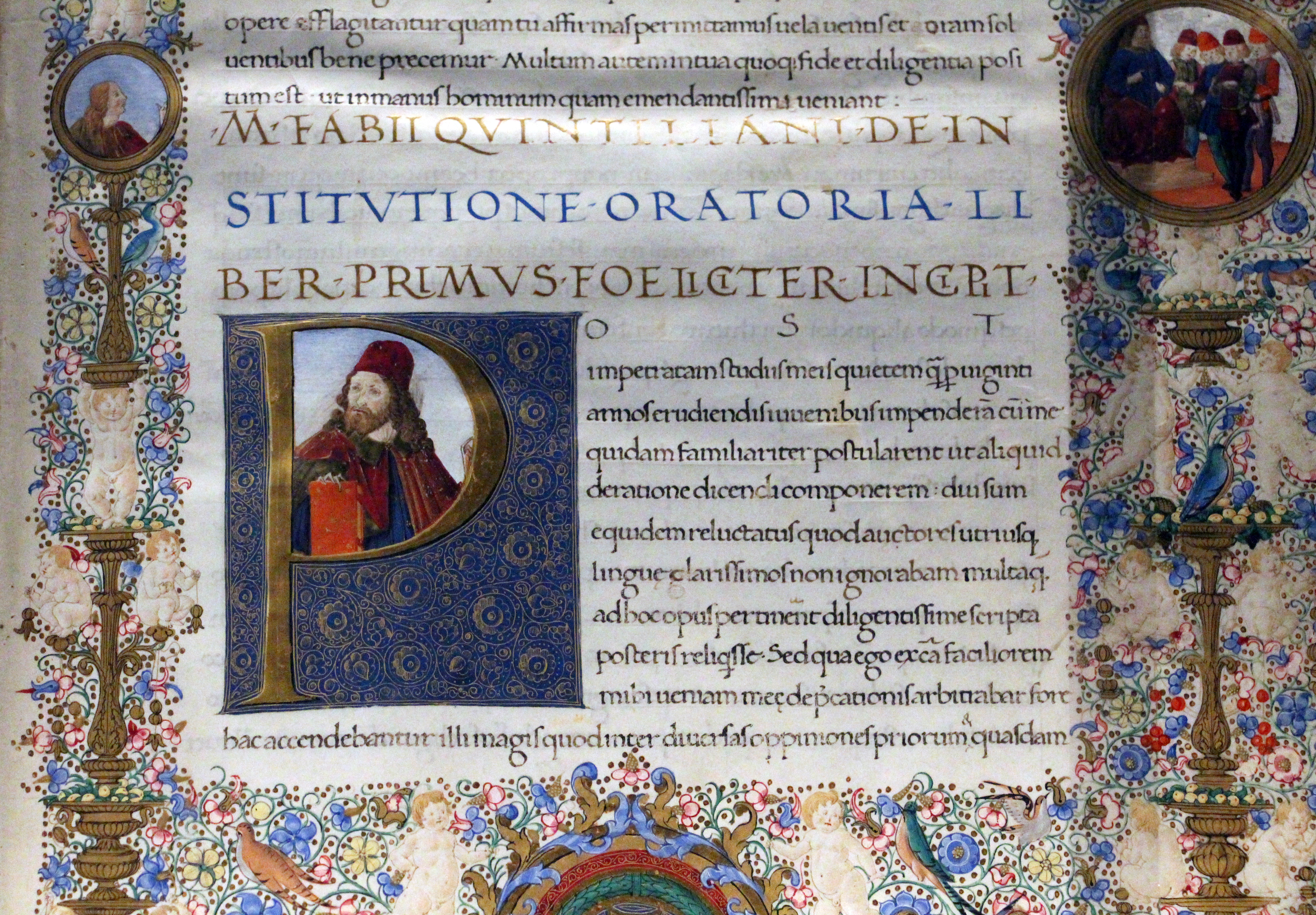
Quintiliano representado en un manuscrito de 1477 de su Institutio oratoria.

 "Gran educador de la inquieta juventud", como le llamó Marcial, fue posiblemente el profesor mejor pagado de la Antigüedad. Enseñó retórica entre el año 68 y el 88 en Roma, donde Vespasiano le dispuso un sueldo fijo de cien mil sextercios anuales que salían del erario, a lo que añadía una cantidad muy superior que obtenía de sus alumnos. Entre estos estuvieron los sobrinos de Domiciano, hijos de su hermana Flavia Domitila, y los de las familias más ricas, de entre los que destacaron Plinio el Joven, Adriano y quizá Juvenal, Suetonio y Tácito. Dos siglos más tarde, en el Edicto de Precios Máximos de Diocleciano (año 301) se establece el sueldo de los maestros de niños en 50 denarios al mes por alumno (o sea, doscientos sextercios) y el de los profesores de retórica en 250 al mes por alumno (o sea, mil sextercios), aunque las alteraciones monetarias no permiten la comparación directa con las cantidades anteriores.